# Один долар США (банкнота)
Один долар США — найменший за номіналом федеральний резервний квиток США. На лицьовій стороні банкноти зображений портрет першого президента Джорджа Вашингтона, написаний Гілбертом Стюартом. На зворотній — дві сторони «Великої печатки США»
Середній час перебування в побуті купюри складає близько 70 місяців (майже шість років). У 2009 році випущено понад 2,5 мільярди доларових банкнот.

## Зображення
Всі сучасні доларові банкноти не залежать від номіналу та мають однаковий розмір 6,14×2,61 дюйма (155,956×66,294 мм).

### Аверс
На аверсі в центрі зображений портрет Вашингтона, виконаний за технологією глибокого друку (зображення рельєфне). Зліва від портрета розташована печатка одного з банків-членів Федеральної резервної системи (у залежності від банку — емітента на купюрі зображено різні літери від A до L). Залежно від номера букви в 4 кутах поміщена відповідна цифра (1 для А, 2 для В і т. д.).
Праворуч від портрета Дж. Вашингтона зображена печатка міністерства фінансів США. На цій печатці поміщені ваги, що символізують правосуддя, поле з 13 зірками (число перших штатів), ключ і цифра 1789 — рік заснування міністерства.
Під печатками розташовані факсиміле підписів керівників Федеральної резервної системи й Міністерства фінансів відповідно.

### Реверс
На реверсі з боків зображені дві сторони Великої печатки США. У центрі слово «ONE», над яким меншими літерами написано «IN GOD WE TRUST» («В Бога Віримо»). По кутах розташовані цифри 1 з написом «ONE» поверх. Верх купюри займає напис «THE UNITED STATES OF AMERICA».
Сучасний дизайн зворотного зображення однодоларової банкноти був затверджений ще Франкліном Рузвельтом у 1935 році. У цьому ж виді з незначними змінами (сторони печаток змінені) він існує дотепер.
Ініціаторами змін у дизайні банкноти 1935 року були Генрі Уолліс і Франклін Рузвельт, її дизайнером — Едвард М. Уикс — начальник Гравірувального відділу Бюро з випуску грошових знаків і цінних паперів при Міністерстві фінансів США. Художник Микола Реріх, з яким деякі автори помилково приписують йому ідею малюнка купюри, але він не має до цього ніякого відношення.
На Великій печаті США і відповідно на $ 1 купюрі є велика кількість символів, які трактуються багатьма як масонські. При цьому слід враховувати, що сама Велика печатка США існує з 1782 року.
На лицьовій стороні печаті та в правій стороні $ 1 зображені білоголовий орлан, який є національним символом США. В одній лапі він тримає 13 стріл, а в іншій оливкову гілку, що символізують те, що Сполучені Штати Америки «хочуть миру, але завжди готові до війни». Оливкова гілка традиційно зображена з 13 листям і 13 оливками. Голова орла повернута в бік оливкової гілки, що означає більшу перевагу світу, а не війні. У дзьобі орел тримає сувій з написом латинською мовою «E Pluribus Unum», що перекладається як «з багатьох — єдине». Над головою орла розташовані 13 зірок у блакитній хмарі. Зірки розташовані в рядках 1-4-3-4-1, формуючи шестикутну зірку Давида. На грудях в орла щит з 13 червоними й білими смугами.
На зворотному боці печатки й у лівій стороні $ 1 зображена незавершена піраміда, вершину якої вінчає око в трикутнику. Вона складається з тринадцяти рівнів, традиційно символізуючи 13 штатів, що спочатку входили до складу США: Массачусетс, Коннектикут, Род-Айленд, Нью-Гемпшир, Нью-Йорк, Нью-Джерсі, Пенсільванію, Делавер, Вірджинію, Меріленд, Північну Кароліну, Південну Кароліну, Джорджію.
На першому рівні нанесена дата 1776 римськими цифрами — «MDCCLXXVI». Око на вершині піраміди означає «Око Провидіння». Напис «Annuit Cœptis» означає «наші починання благословенні». Фраза розташована на сувої під пірамідою говорить «Novus Ordo Seclorum» — «Новий порядок століть».

#### Список елементів з числом тринадцять
Велика печатка США містить ряд елементів з числом 13. Потрібно враховувати, що на момент затвердження даного символу (1776 рік), тільки що утворені Сполучені Штати Америки складалися з 13 штатів.
- 13 зірок (лицьова сторона);
- 13 смуг на прапорі;
- 13 стріл у лапі орла;
- 13 оливкових листя (визначено традицією, не погоджується із законом);
- 13 оливок на гілці (визначено традицією, не погоджується із законом);
- 13 цегельних рівнів піраміди (визначено традицією, не погоджується із законом);
- 13 букв у написі «E Pluribus Unum»;
- 13 букв у написі «Annuit Cœptis», якщо букву œ вважати за дві;
- 13 вершин у сумі у двох частин піраміди (8 у великій нижній частині та 5 у ширяючої верхньої частини);
- 13 пучків трави поруч з пірамідою.

## Історія
З 1862 по 1928  рік випускалися розміром 189×79 мм, з 1929 року їх розмір був зменшений до 155,956×66,294×0,10922 мм.
- 1862 — перша 1-доларова банкнота була випущена під час президентства Авраама Лінкольна в період Громадянської війни. На лицьовій стороні був зображений міністр фінансів Салмон Чейз[en].
- 1869 — банкнота була видозмінена. У центрі купюри зображений Джордж Вашингтон. Не зважаючи на те, що по суті вона була банкнотою США, на ній була позначена «Банкнота міністерства фінансів» (англ. TREASURY NOTE). У 1874 році напис на аверсі замінений на «Банкнота Сполучених Штатів» (англ. UNITED STATES NOTE). Зміни на аверсі та реверсі були також у 1880 році.
- 1886 — випущений срібний сертифікат номіналом в 1 долар із зображеною на аверсі Мартою Вашингтон
- 1896 — «освітня серія». На аверсі представлено алегоричне зображення — «історія навчає молодь». На реверсі зображено портрети Марти та Джорджа Вашингтона.

Згодом аверс $ 1 срібного сертифіката був перероблений. На ньому в 1899 році зобразили будівлю Капітолія, а під ним Авраама Лінкольна і Улісса Гранта.
- Згодом на доларі зображувався лише портрет Вашингтона. Сучасну форму і вид отримав до 1935 року під час президентства Рузвельта. З невеликими змінами в такому ж вигляді існує і до цього дня.
- З 1963 році стає федеральним резервним квитком (FEDERAL RESERVE NOTE), а не срібним сертифікатом, тобто купюри випущені після 1963 роки не підлягають обов'язковому обміну на срібло.

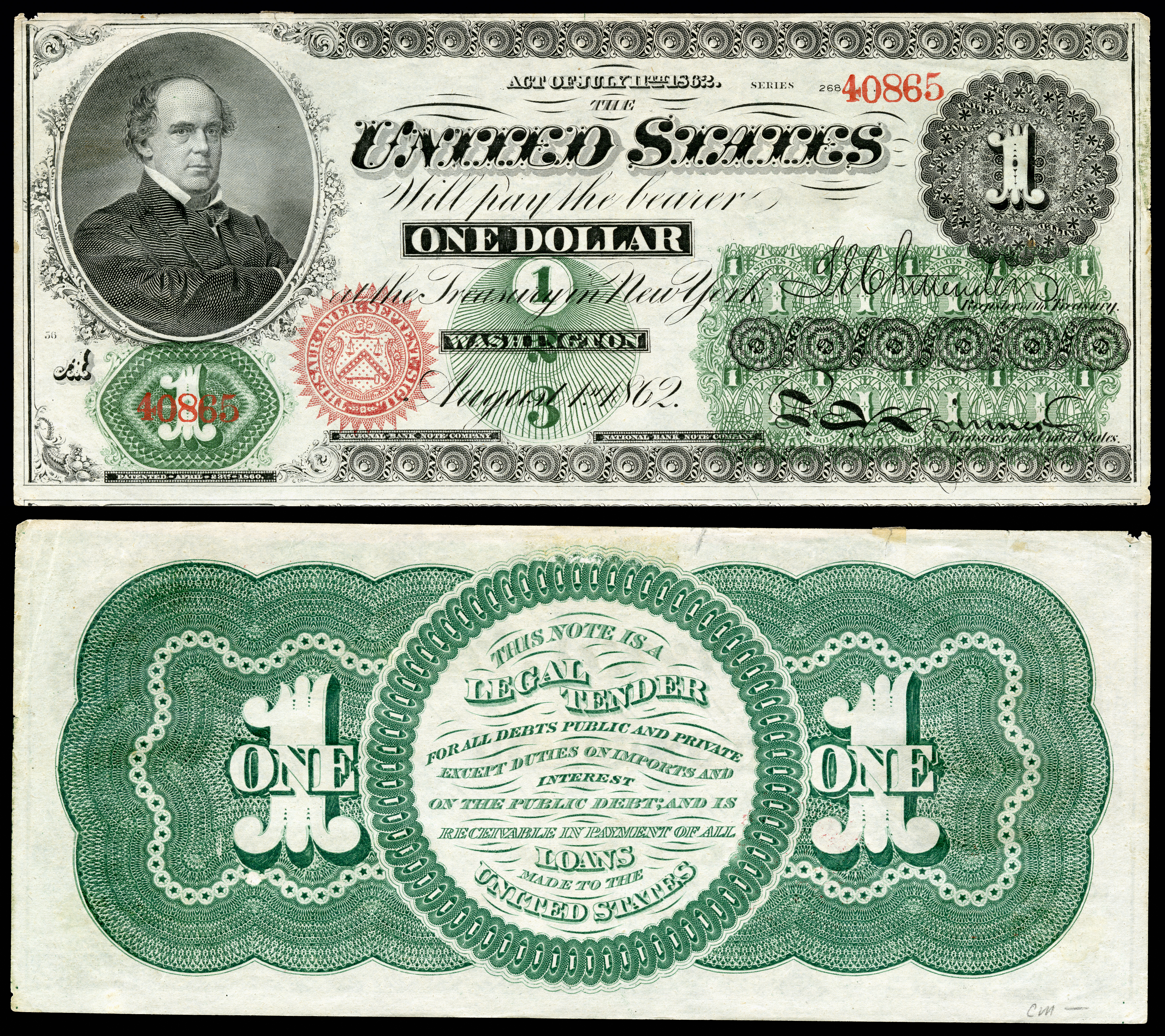
$ 1 1862 року
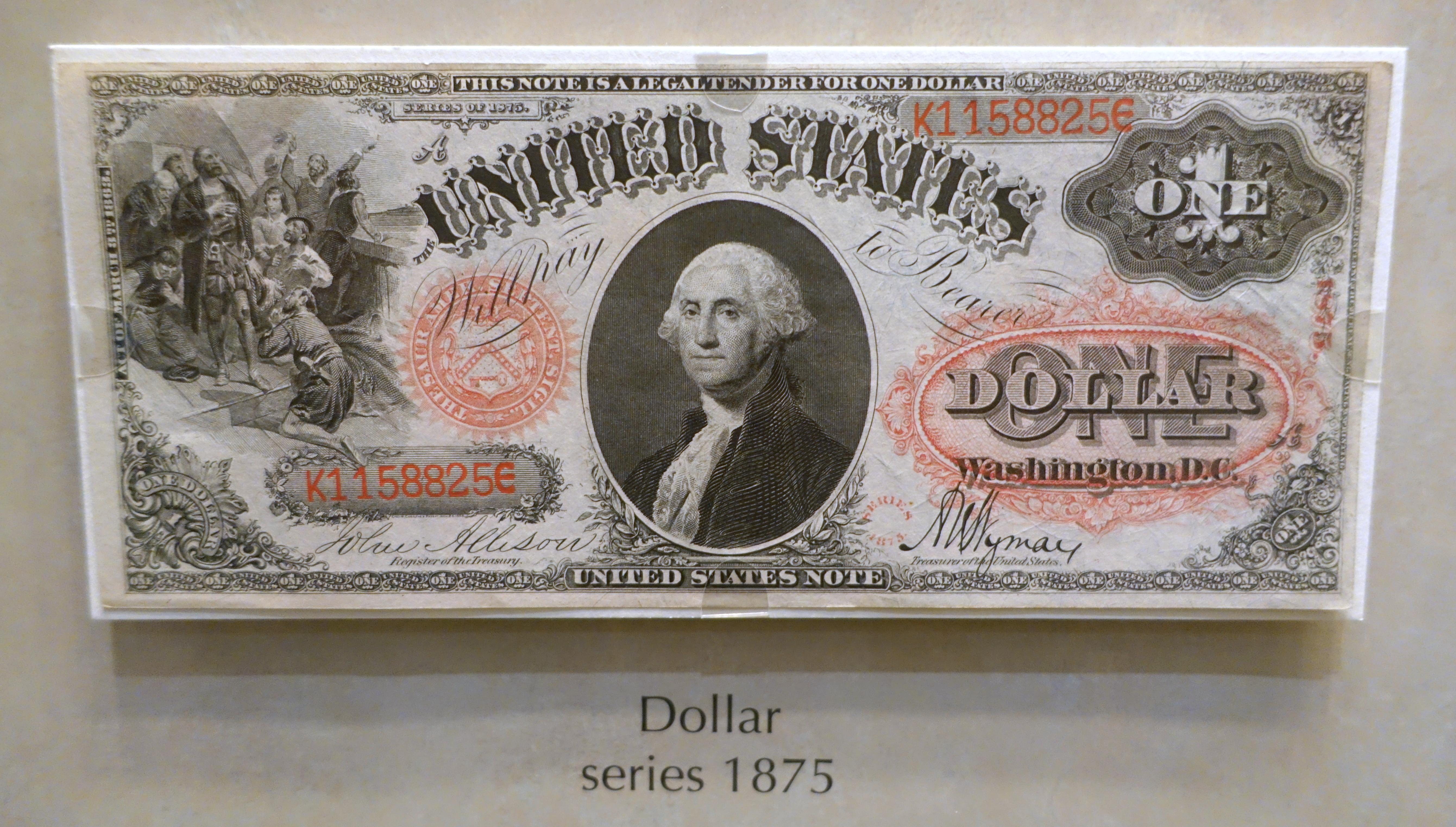
$ 1 1875 року
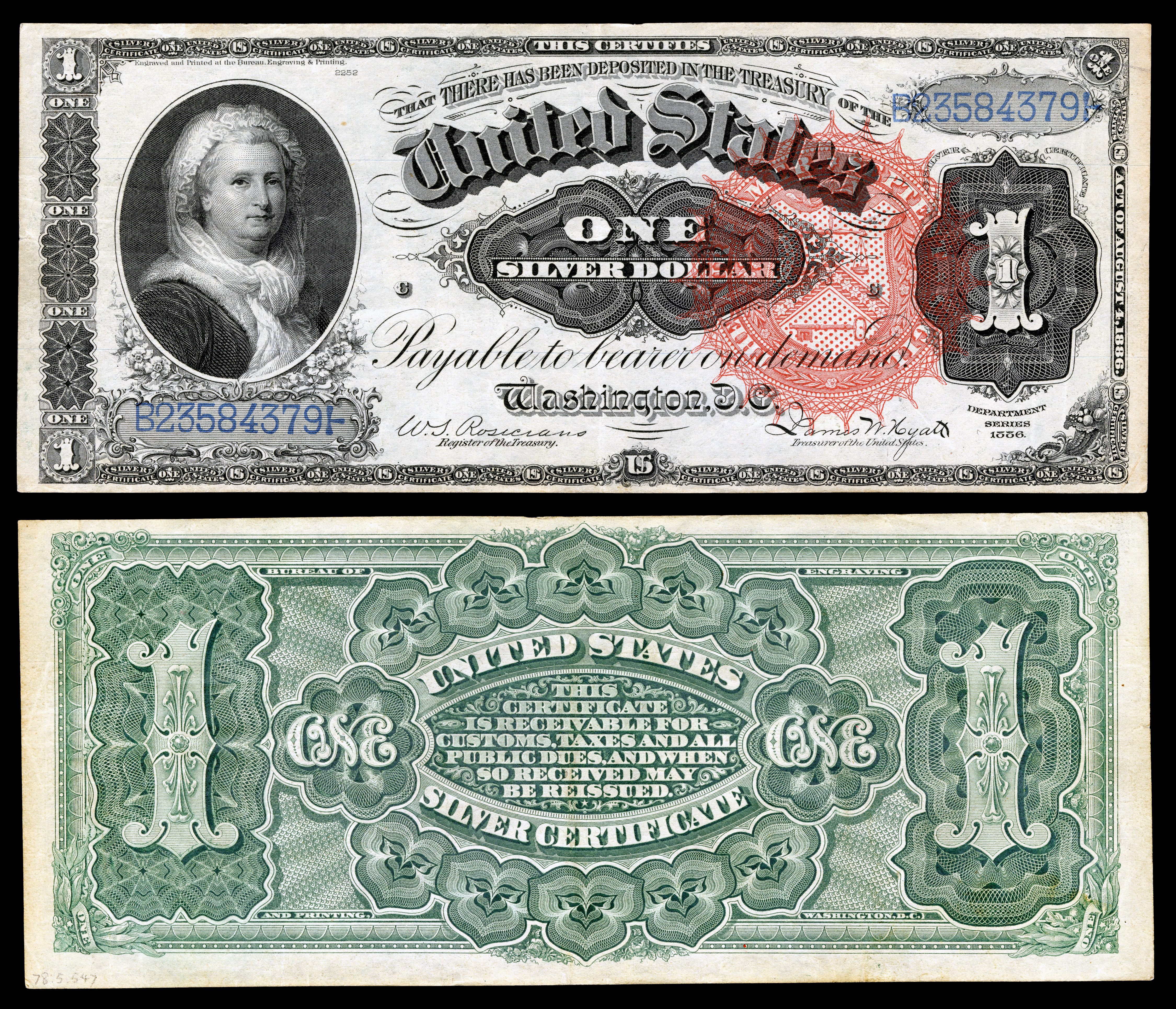
$ 1 1886 року
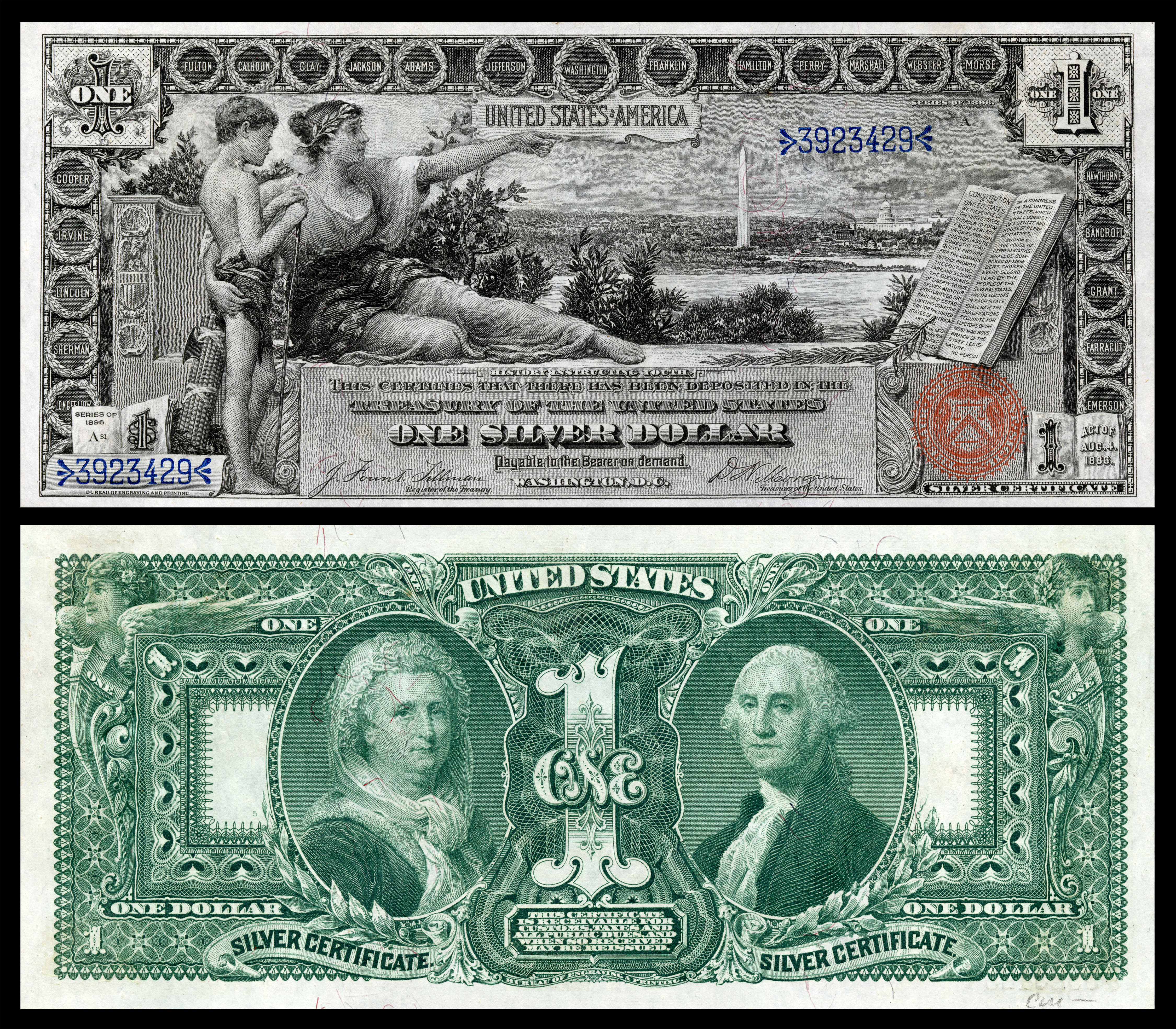
$ 1 1896 року
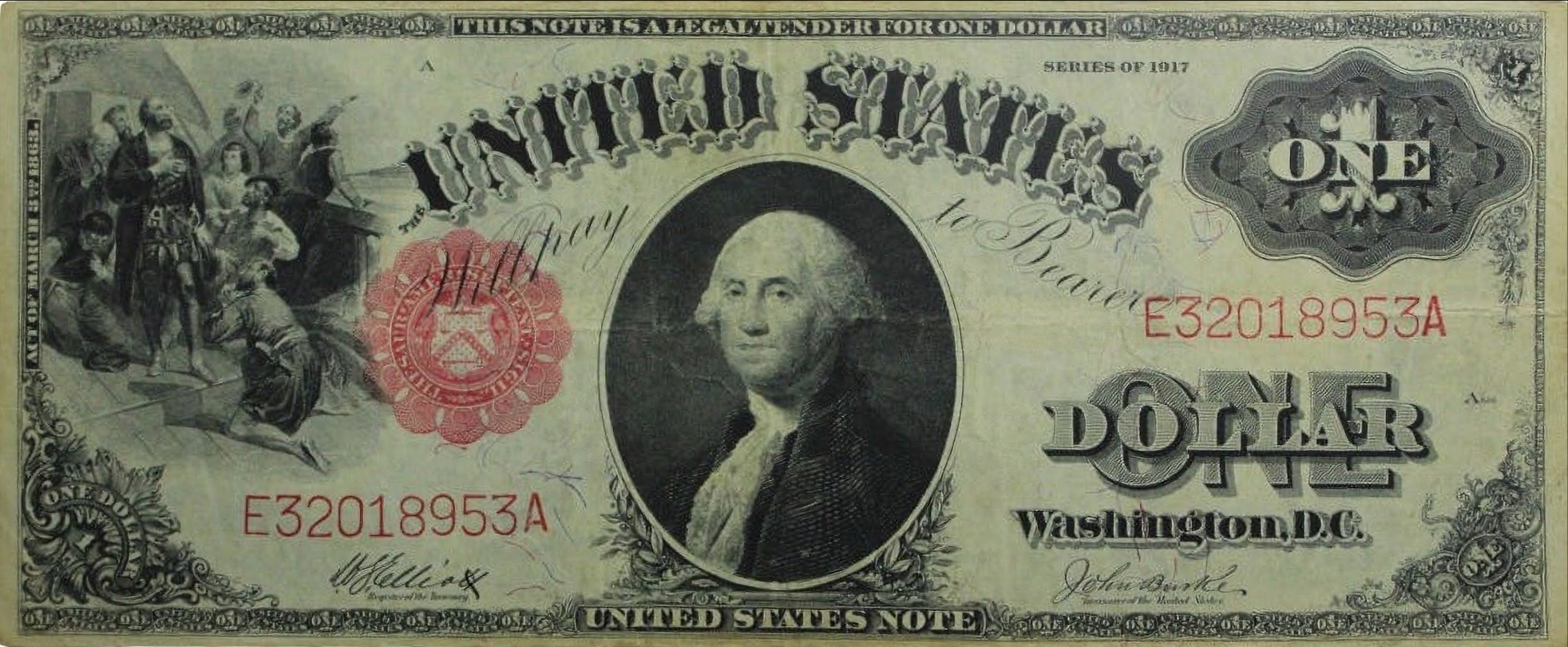
$ 1 1917 року
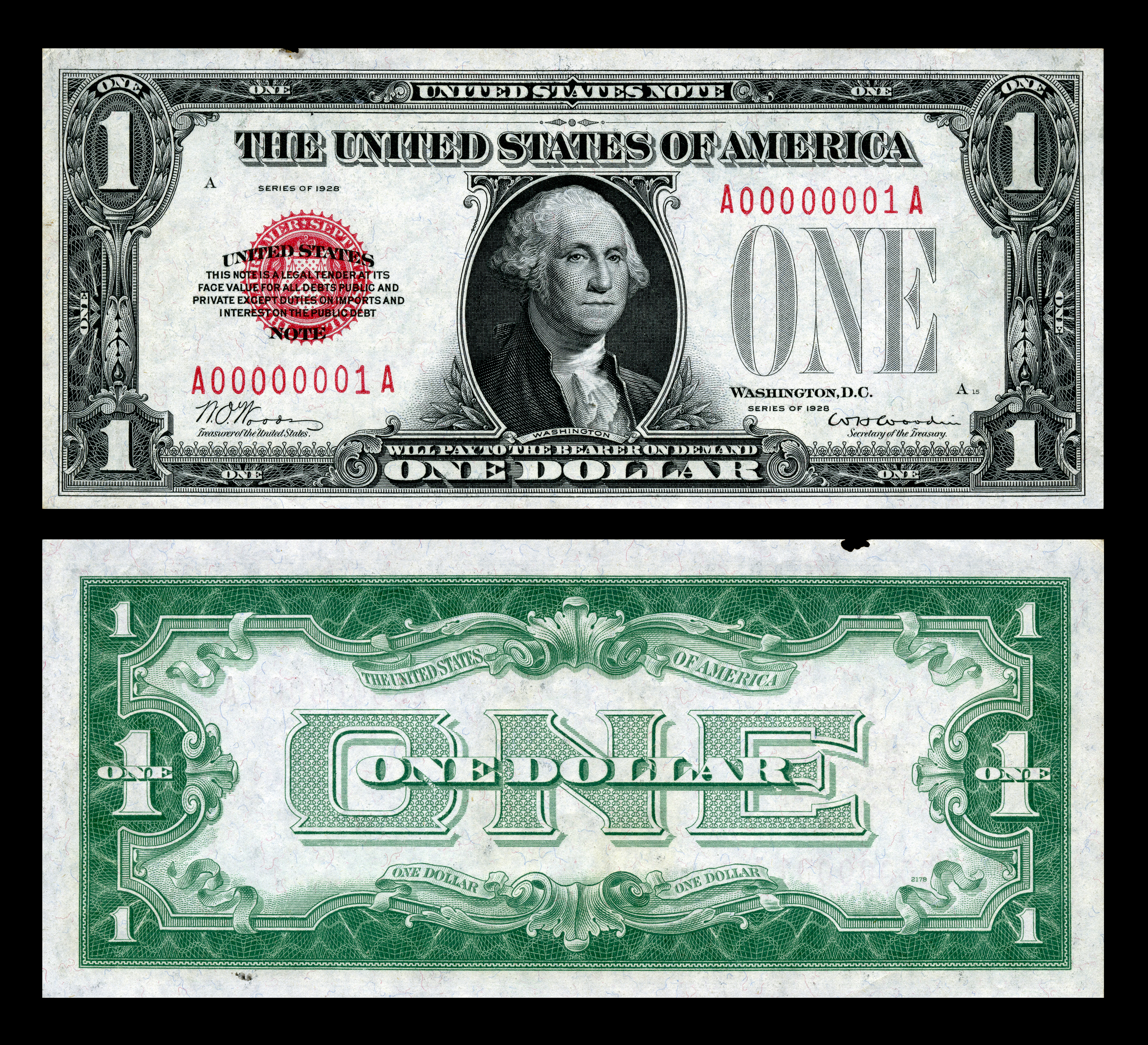
$ 1 1928 року
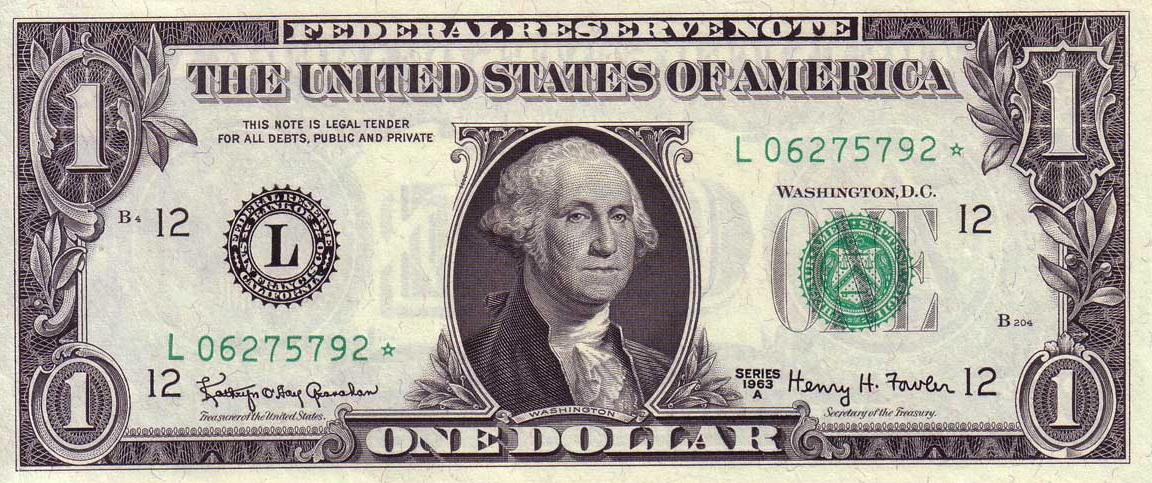
$ 1 1963 року
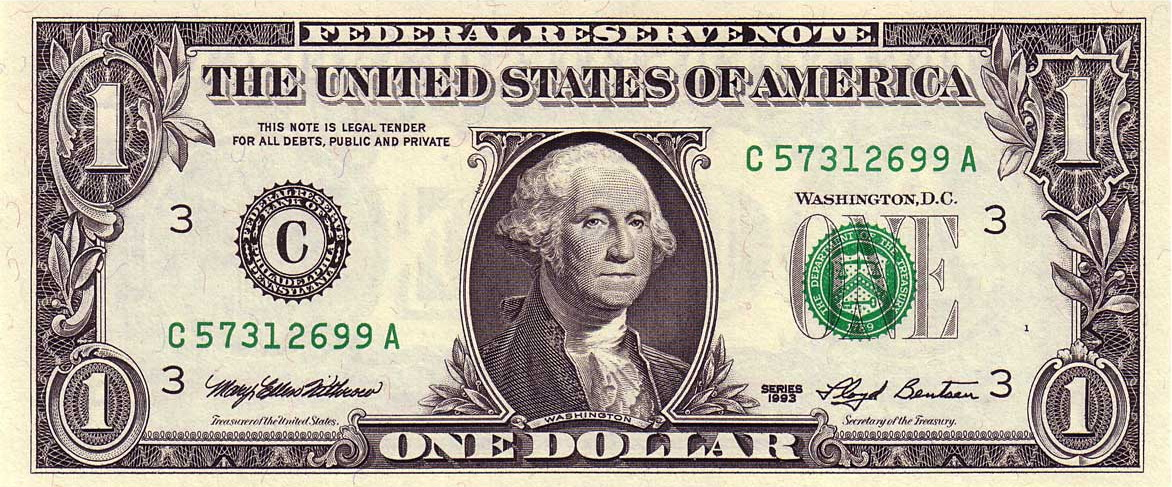
$ 1 1993 року